# Анашкино (Панинский сельсовет)
Ана́шкино — деревня в Белозерском районе Вологодской области.
Входит в состав Панинского сельского поселения, с точки зрения административно-территориального деления — в Панинский сельсовет.
Расположена на восточном берегу Ухтомьярского озера. Расстояние по автодороге до районного центра Белозерска составляет 66 км, до центра муниципального образования деревни Панинская — 15 км. Ближайшие населённые пункты — Домнино, Михалёво, Юрино.
Население по данным переписи 2002 года — 8 человек.